# Rudolf Kirchschläger
Rudolf Kirchschläger (Niederkappel, 1915. március 20. – Bécs, 2000. március 30.) osztrák jogász, diplomata, politikus, 1970 és 1974 között Ausztria külügyminisztere, majd 1974-től 1986-ig szövetségi elnöke.

## Élete
Rudolf Kirchschläger 1915-ben született a felső-ausztriai Niederkappelben. Középiskolai tanulmányait Steyrben és Hornban végezte, ahol 1935-ben kitűnő eredménnyel érettségizett. Bécsben jogot hallgatott, tanulmányait ösztöndíjakból és részmunkaidős munkákból finanszírozta. Bár tagja volt a Dollfuß által alapított Hazafias Frontnak, az Anschluss után nem volt hajlandó belépni a Nemzetiszocialista Német Munkáspártba, ezért 1938-ban megvonták ösztöndíját, így be kellett fejeznie jogi tanulmányait. Banktisztviselőként dolgozott, majd a Wehrmacht katonájaként frontszolgálatot teljesített a második világháborúban, közben 1939 végén megszerezte a jogi doktorátust. A fronton többször megsebesült, ezért a háború vége felé a bécsi katonai akadémián tanított kapitányi rangban.
A második világháború utáni években jogászként dolgozott, majd 1954-ben az osztrák Külügyminisztérium jogi szakértője lett. 1955 májusában ő képviselte hazáját a köztársaság háború utáni helyzetét rögzítő tárgyalásokon, és kulcsszerepet játszott az osztrák államszerződés megkötésekor. 1956-ban a minisztérium nemzetközi jogi osztályának vezetője, majd 1962-ben főtitkár-helyettese lett. 1967 és 1970 között Ausztria csehszlovákiai nagykövete volt. A prágai tavasz eltiprásakor Kurt Waldheim külügyminiszter utasításait figyelmen kívül hagyva mintegy 50 ezer vízumot adott ki a menekülni akarók számára.
1970 és 1974 között Bruno Kreisky kancellár szociáldemokrata kormányában a külügyminiszteri posztot töltötte be. Külügyminiszterként elkötelezett volt Ausztria semlegessége mellett. Az 1974-es elnökválasztáson, miután Kreisky kancellár elutasította a jelölést, az SPÖ a párton kívüli, gyakorló katolikus Kirchschlägert jelölte, akit 51,7%-kal szövetségi elnökké választottak. Az 1980-as elnökválasztáson a népszerű államfőt rekordot jelentő 79,9%-kal újraválasztották, tisztségét így 1986-ig töltötte be. Államfőként szerénysége és közvetlensége tette népszerű politikussá. Elnöksége alatt egyik legnagyobb diplomáciai sikere a SALT-2 megállapodással záruló, 1979-es Brezsnyev-Carter-találkozó megszervezése volt Bécsben.
Elnöksége után, 1989 és 1993 között hívő katolikusként a Franz König bíboros által alapított Pro Oriente alapítvány elnöke volt, és fontos eredményeket ért el a katolikus és az ortodox egyházak közötti párbeszéd elősegítésében.
Felesége 1940-től Herma Kirchschläger (1916-2009) volt, két gyermekük született. Rudolf Kirchschläger 2000-ben hunyt el szívbetegségben egy bécsi kórházban. Bécsben és számos más osztrák településen viselik közterületek a nevét.

## Fordítás
Ez a szócikk részben vagy egészben  a   Rudolf Kirchschläger című német Wikipédia-szócikk ezen változatának fordításán alapul.  Az eredeti cikk szerkesztőit annak laptörténete sorolja fel. Ez a jelzés csupán a megfogalmazás eredetét és a szerzői jogokat jelzi, nem szolgál a cikkben szereplő információk forrásmegjelöléseként.
| Elődje: Bruno Kreisky | Az Osztrák Köztársaság (szövetségi) elnöke 1974. július 8. – 1986. július 8. | Utódja: Kurt Waldheim |